# Stalles de la Basilique Saint-Denis origine château de Gaillon
Des stalles du château de Gaillon situé en France en région Normandie sont conservées dans la basilique Saint-Denis près de Paris.
Le château de Gaillon était la résidence de loisir des archevêques de Rouen. Les stalles décrites ici sont un ensemble de chaires commandées au début du XVIe siècle par Georges d’Amboise. Elles ont été construites lorsque l’archevêque, devenu légat du pape et premier conseiller de Louis XI, a fait transformer le château médiéval en palais de la Renaissance. Seules stalles en France à présenter de nombreux panneaux de marqueterie et une iconographie inédite, elles forment un mobilier unique, chef-d’œuvre de cette période charnière entre gothique et Renaissance, arborant une grande mixité de styles.

## Historique
Ces stalles sont les chaires qui étaient destinées aux trois chanoines qui officiaient dans la chapelle haute du château de Gaillon dédiée à saint Georges. Elles étaient placées dans le transept et ceintes d’une clôture en bois. Elles constituaient ainsi le chœur liturgique de l'édifice.

### Création
Les stalles ont été réalisées au cours de deux chantiers, le premier, en 1509, fut interrompu par le décès de Georges Ier d’Amboise (1460 - 1510). Les comptes de ce chantier sont conservés dans les archives de la Seine-Maritime. Le second, de 1515 à 1518, fut commandé par son neveu Georges II d’Amboise. Les artisans de 1509 ne sont pas nommés dans les comptes de construction du château, mais l’analyse des styles et des techniques, montre que des artisans venus de Flandres et d’Italie ont participé à ce premier chantier. Les marqueteries présentent des caractéristiques propres à celles des maîtres italiens fra Giovanni da Verona et Antonio Barili. Giovanni Barili, neveu de ce dernier, aurait été l'un de leurs élèves venu à Gaillon. Leur responsable ne peut, dans l’état de nos connaissances, être désigné. Nicolas Castille est le chef du second chantier, mais il n'avait pas participé au premier chantier. Son équipe, différente de la première, a travaillé sans un plan général du mobilier que les artisans du premier chantier auraient pu dessiner.

### Déplacements
Le château a été vendu et démantelé à la Révolution. Alexandre Lenoir, en 1802, a obtenu pour l’État de récupérer les stalles qui étaient alors dans l’église du bourg. Après avoir été stockées dans les réserves du musée des Monuments Français elles ont été déplacées et en partie remontées, par commande du conservateur François Debret, dans la Basilique Saint-Denis. De nombreux composants avaient malgré tout été dispersés.

### Restauration

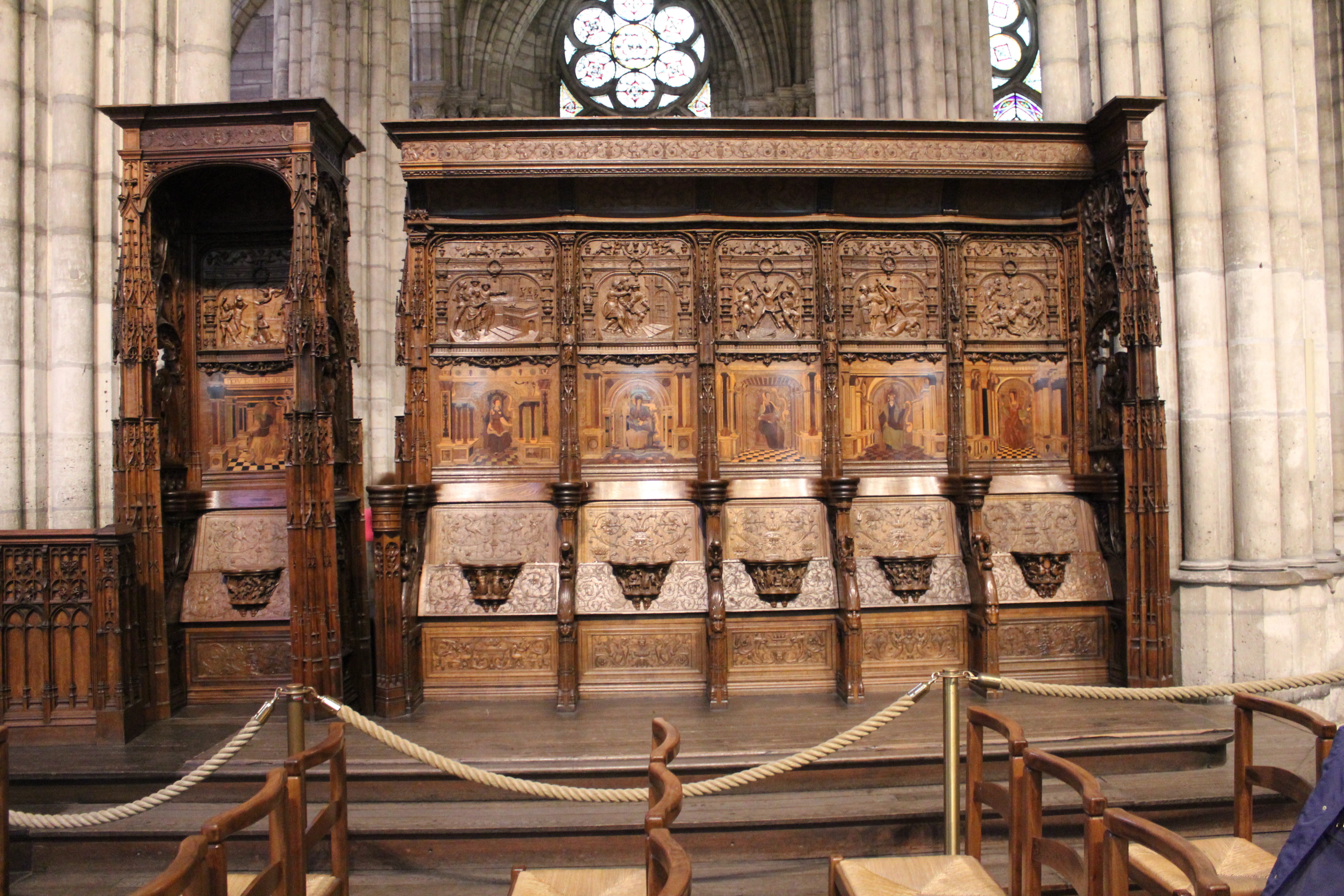
Ensemble côté sud de la basilique de Saint-Denis. Monté en 1880 sous commande de Viollet-le-Duc.

Sous Eugène Viollet-le-Duc les stalles ont subi des restaurations entre 1875 et 1880. De nombreux éléments ont été remis en état ou créés. Mais l’œuvre restituée a conservé son style d’origine. Trois bas-reliefs originaux des dorsaux sont conservés et exposés au musée National de la Renaissance d'Écouen,. Un quatrième est dans les réserves du musée d’État de Berlin,. D’autres composants moins importants sont conservés dans des musées français ou étrangers.

## Caractéristiques

### Composition
Les stalles en chêne sont composées de deux rangées disposées côté nord et sud du transept de la Basilique Saint-Denis. La rangée nord présente un ensemble de six stalles, la rangée sud cinq stalles et une isolée. Seules douze stalles ont été créées au XVIe siècle alors que le programme iconographique en prévoyait quatorze. Ce sont des stalles, de 2,83 m de haut, composées d’un siège et d’un dorsal, ce dernier comprenant un bas-relief et un tableau de marqueterie. Tous les éléments sont sculptés ou marquetés. De manière unique, les dossiers, les dorsaux et les voussures des dais sont galbés. De même les chaires ont des largeurs variées fixées par celles des bas-reliefs des dorsaux. Pour s’adapter, les largeurs d’autres composants ont été rectifiées. La mixité de style se retrouve dans la globalité, les interdorsaux et deux dais sont gothiques alors que les faibles reliefs sont apparentés aux grotesques de la Renaissance. Les bas-reliefs et les marqueteries des dorsaux sont quant à eux à la fois d’inspiration péninsulaire et septentrionale.

### Iconographie
Pour les parties les plus marquantes, cinq grandes thématiques sont représentées. Elles sont décrites ici en tenant compte des panneaux conservés dans les musées.

#### Hagiographie sur des bas-reliefs et des statuettes
Sont illustrées sur les bas-reliefs originaux des dorsaux deux scènes de la vie d’Anne et Joachim parents de la Vierge Marie, cinq scènes de la vie de saint Jean-Baptiste le précurseur et sept scènes de la vie de saint Georges selon les textes d’Évangile ou de la Légende dorée. Nombre d’autres saints sont présentés en pied, sous forme de statuettes sur les interdorsaux ou de bas-reliefs sur les soubassements des jouées. Notamment les quatre évangélistes sur ces derniers.

#### Calendrier des bergerssur les quadrants des parcloses
Sur les panneaux marquetés des quadrants des parcloses sont figurées les affres des enfers des condamnés selon les sept péchés capitaux ainsi que les planètes et leurs influences. Les représentations sont inspirées des gravures du Calendrier des bergers imprimé à cette époque. Les damnations étaient jusqu'alors évoquées sur des fresques dont une particulièrement exceptionnelle est celle de la Cathédrale Sainte-Cécile d'Albi

#### Culture antique sur les miséricordes
Les miséricordes figurent des scènes des Métamorphoses d’Ovide ainsi que les arts libéraux selon la Margarita Philosophica de G. Reisch. Les artisans se sont inspirés de gravures d’ouvrages imprimés au début du XVIe siècle. Le soldat romain Caius Mucius Scaevola devant le roi Étrusque Porsenna est également représenté. Il n’y a pas d’autres stalles parvenues jusqu’à nous qui exposent ainsi des thématiques propres à la culture antique.

#### Dialogue des sibylles et des vertus sur les dorsaux
De manière également tout à fait inédite les vertus, cardinales et théologales, et les sibylles sont figurées. Elles sont représentées sur les panneaux de marqueterie du premier registre des dorsaux. Les allégories et les prophétesses sont encadrées d’architectures identiques deux à deux qui les mettent en concordance. Les sibylles ont été choisies parmi celles du manuscrit des Heures de Louis de Laval dont les auteurs ont cité les prophéties. Ces dernières proviennent du manuscrit des Institutions divines de Lactance qui était de nouveau traduit. Manuscrit que le cardinal a lui-même fait enluminer. Ce grand rhéteur du IVe siècle ayant quant à lui repris les oracles rédigés dans les Oracles sibyllins.
Georges Ier d’Amboise n’a pas manqué de faire valoir qu’il était le commanditaire des stalles en demandant que ses armes et sa devise figurent à de nombreuses reprises. Le légat a participé de la diffusion de la culture en donnant pour modèles aux artisans des stalles des enluminures ou gravures de manuscrits faisant partie de sa splendide bibliothèque, digne d'un grand érudit humaniste. Il fit venir l’Italie en choisissant la marqueterie figurative en sus de la sculpture, seule technique utilisée à l'époque en France. Sans renier la tradition en faisant figurer les saints, le cardinal a fait représenter de manière inédite leur cycle de vie, dont il a choisi des événements bien spécifiques. De plus il a incité les fidèles à s’instruire et à étudier les auteurs antiques en faisant sculpter des allégories des arts libéraux et des personnages mythiques ou héroïques. Enfin, par le dialogue des sibylles et des vertus, il a montré que la rhétorique de Lactance était convaincante. Ainsi le légat, premier conseiller du roi, a non seulement introduit en France la mode italienne dans le mobilier, le décor et les ornements du château de Gaillon, il a donné corps à l’esprit humaniste en faisant de ses stalles les messagères qui appellent à une vie vertueuse, dans la foi au Christ annoncé à tous les hommes par les sibylles, selon Lactance.